# Massimo Marchese
Massimo Marchese (Savona, 1965) è un liutista italiano.

## Biografia
Allievo di Jakob Lindberg al Royal college of music di Londra, si è successivamente dedicato all'attività di ricerca nel repertorio barocco e rinascimentale, oltre che alla carriera come solista, nella quale impiega, oltre al liuto rinascimentale, anche la tiorba e la vihuela. Si è esibito in Europa, Asia e America Latina, anche in collaborazioni particolari, tra cui la solista di pipa Jiao Xiangwen e il poeta Sandro Boccardi 
Ha inoltre collaborato come continuista con Ottavio Dantone, Flavio Colusso, Flavio Emilio Scogna, StilModerno.
È stato il primo liutista a registrare in disco le opere di Francesco Spinacino (Tactus, 2006), Franciscus Bossinensis (Tactus 2007, con il soprano Teresa Nesci) e Joachim van den Hove (Brilliant Classics, 2015).  Si è inoltre occupato della riscoperta dell'opera di Gabriele Fallamero. Marchese anche collabora con Roman Turovsky-Savchuk, un compositore-liutista contemporaneo.

## Discografia parziale
- Roman Turovsky-Savchuk - Dialogues with Time  Massimo Marchese liuto rinascimentale (daVinci Edition C00028, 2017)[5]
- Francesco Spinacino Intavolatura di Leuto, Libri I e II, Massimo Marchese liuto rinascimentale (Tactus, 2006)
- Franciscus Bossinensis Petrarca ed il cantare a Leuro, Massimo Marchese liuto rinascimentale, Teresa Nesci (soprano) (Tactus, 2007)
- The journeys of Rubens - Music from the courts of Europe, Massimo Marchese, liuto e tiorba (Centaur Records 2011)
- Virtuoso Vihuela music from Spain and Italy, Massimo Marchese, vihuela (CEntaur records, 2013)
- Robert de Visee La musique de la chambre du Roi voll I e II, Massimo Marchese, tiorba; Cristiano Contadin, viola da gamba; Manuel Staropoli, flauto dolce e flauto traversiere (Brilliant Classics 2013)
- Joachim van den Hove Florida, Massimo Marchese, liuto (Brilliant Classics 2015)